# Trilha (CD)
Em um CD ou DVD, uma trilha é um conjunto de setores consecutivos no disco contendo blocos de dados. Uma sessão pode conter uma ou mais trilhas de um ou mais tipos. Existem vários tipos de trilhas.

## Trilhas de áudio
Uma trilha de áudio de CD contém áudio no formato de blocos PCM comprimidos (se levarmos em conta o som de estúdio originalmente gravado), numa resolução de 16-bit por 44.1 kHz em dois canais (estéreo), mais um subcódigo multiplexado junto com os dados do áudio. Neste modo, cada setor (chamado quadro) consiste de 2352 bytes de dados de áudio (ou 1176 blocos de 16-bit, ou 588 blocos estéreo, que equivalem a 1/75 segundo de áudio (embora o SMPTE-Timecode de dados de áudio consista em hora:minuto:segundo:quadro, onde o quadro vai de zero a 74). O sistema CIRC é utilizado para correção de erros nos dados. As trilhas de áudio em um CD comum possuem um tamanho exato de 10,09368896484375 MB por minuto de áudio armazenado, segundo as especificações do formato Red Book (44.100 amostras/segundo x 2 bytes por amostra x 2 canais x 60 segundos).

### Estrutura do setor
Cada setor consiste em uma sequência de quadros. Estes quadros, quando lidos do disco, são colocados num padrão de sincronia de 24-bit com a sequência constante 1000-0000-0001-0000-0000-0010, não presente em nenhum local do disco, separados por 3 bits de mistura, seguidos de 33 bytes na codificação EFM, cada um seguido de mais 3 bits de mistura. Isto forma a estrutura de comprimento igual a 588 bits (24 + 3 + 33 * (14 + 3)) chamada quadro de canal. Os 33 bytes no quadro do canal são compostos de 24 bytes de dados de usuário, 8 bytes de paridade e 1 byte de subcódigo.

### Subcanais
Adicionalmente, cada setor contém 96 bytes de dados de subcanal, consistindo de 4 pacotes de 24 bytes cada, cada um contendo:
- 1 byte de comando;
- 1 byte de instrução;
- 2 bytes de paridade-Q;
- 16 bytes para dados; e
- 4 bytes de paridade-P.

Os bits de paridade-Q e paridade-P não têm relação com os canais Q e P.
Os bytes de subcanais são subdivididos em bits individuais, etiquetados 'PQRSTUVW a partir do bit mais significativo, e formando oito fluxos de bits paralelos chamados canais, canais de subcódigo ou subcanais.
- O canal P contém simples flags de pausa/música e podem ser utilizados para busca em sistemas de baixo custo. É, na maioria das vezes, ignorado pelos CD players mais modernos. Ele indica o início de uma nova trilha por pelo menos dois segundos consecutivos (150 setores) de bits setados (todos com valor "1"), e o último bloco com todos os bits setados é o primeiro bloco da nova trilha.

- O canal Q pode conter várias informações adicionais, dependendo do modo da trilha:
  - informação de posicionamento (A-Time, abreviação de tempo absoluto);
  - Media Catalog Number (MCN), constante por disco;
  - código ISRC, constante por trilha;
  - flag de dados, informando ao tocador se a trilha é de áudio (se deve ser tocada ou não);
  - flag de cópia, para SCMS;
  - áudio de 4 canais (raramente utilizado em CD);
  - pré-ênfase.

- Os canais de R a W não são utilizados por CD que seguem a especificação Red Book, e têm sido utilizados por extensões. No CD+G, por exemplo, eles são utilizados para texto e gráficos. Eles são também utilizados para armazenamentos de dados ITTS ou dados textuais da trilha no formato CD-Text.

Os dados de áudio são organizados em blocos de 24 bytes, chamados quadros F1. Existem 3 modos de trilhas de áudio: modo 1, modo 2 e modo 3. No modo 1, o canal Q tem uma estrutura diferente para o lead-in e a área de programa.